# John Barbour

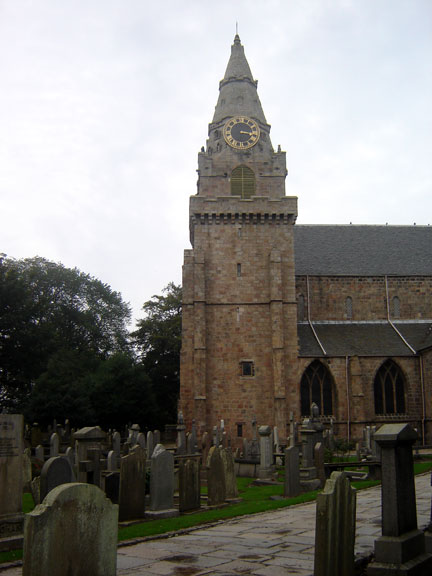
Catedral de São Machar, onde Barbour foi arcediago

John Barbour (c. 1316 – Aberdeen, 13 de março de 1395) foi um poeta escocês e a primeira figura literária de renome a escrever em ânglico escocês. Sua principal obra sobrevivente é o romance histórico em versos, The Brus (O Bruce), e sua reputação nesse poema é tal que outras obras longas em língua ânglica escocesa que sobreviveram a esse período às vezes são atribuídas a ele. É conhecido por ter escrito uma série de outras obras, mas outros títulos definitivamente atribuídos à sua autoria, tais como The Stewartis Oryginalle (Genealogia dos Stewarts) e The Brut (Bruto), agora estão perdidos.
Barbour foi posteriormente arcediago da Catedral de São Machar em Aberdeen. Estudou também em Oxford e Paris. Embora fosse um homem da igreja, sua escrita sobrevivente é fortemente secular em tom e temas. Seu principal patrono foi Roberto II e as evidências de sua promoção e movimentos antes de Roberto Stewart chegar ao poder como rei tendem a sugerir que Barbour agiu politicamente em nome do futuro rei.

## Biografia

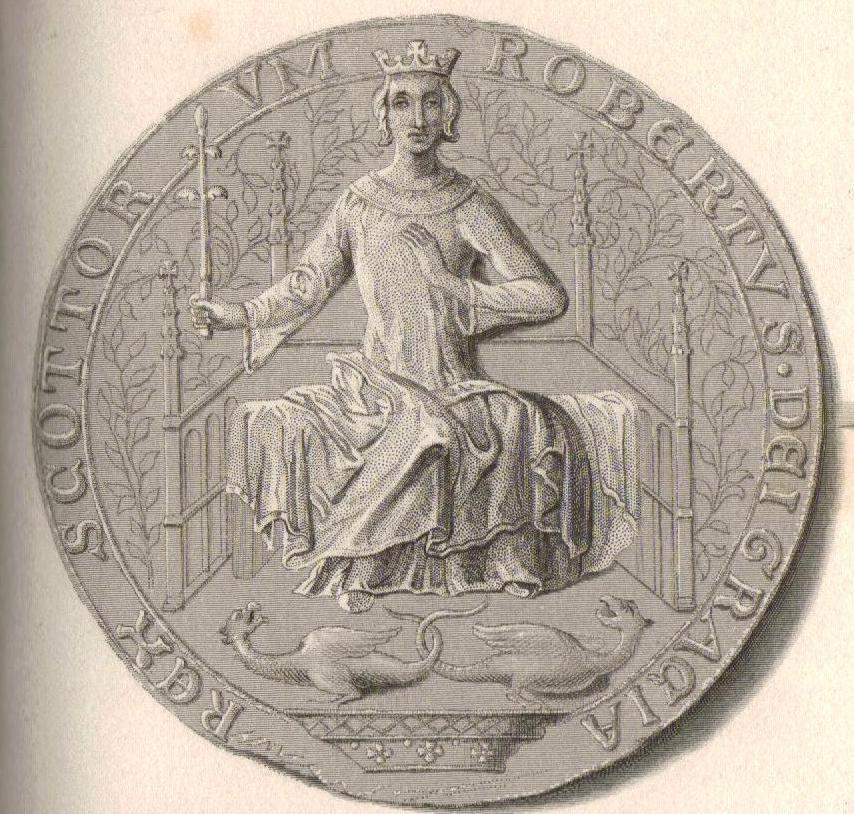
Roberto II da Escócia, patrono real de Barbour

John Barbour pode ter nascido por volta de 1320, se o registro de sua idade em 1375 com 55 anos estiver correto. Seu local de nascimento não é conhecido, embora Aberdeenshire e Galloway tenham feito reivindicações rivais.
A primeira aparição de Barbour no registro histórico ocorre em 1356 com a promoção para a arquidiocese de Aberdeen a partir de um cargo que ocupava há menos de um ano na Catedral de Dunkeld. Deduz-se daí que ele também esteve presente em Avignon em 1355. Em 1357, quando David II voltou do exílio para a Escócia e foi restaurado à realeza, Barbour recebeu uma carta de salvo-conduto para viajar através da Inglaterra para a Universidade de Oxford. Posteriormente ele parece ter deixado o país em outros anos, coincidindo com o período de reinado de David II.
Após a morte de David II em 1371, Barbour serviu na corte real de Roberto II em diversas funções. Foi nessa época que ele escreveu, The Brus, recebendo em 1377 o presente de dez libras escocesas e em 1378 uma pensão vitalícia de vinte xelins. Ocupou vários cargos na casa do rei. Em 1372, foi um dos auditores do Tesouro e em 1373 um escrivão da auditoria.
A única evidência biográfica de seus anos finais é sua assinatura como testemunha de atos diversos no "Registro de Aberdeen" em 1392. De acordo com o livro de óbitos da Catedral de St. Machar, Aberdeen, ele morreu em 13 de março de 1395 e os registros estatais mostram que sua pensão vitalícia não foi paga após essa data. Barbour providenciou para que uma missa fosse cantada para ele e seus pais, uma instrução que foi observada na Catedral de St. Machar até a Reforma Protestante.

## Obras

### The Brus

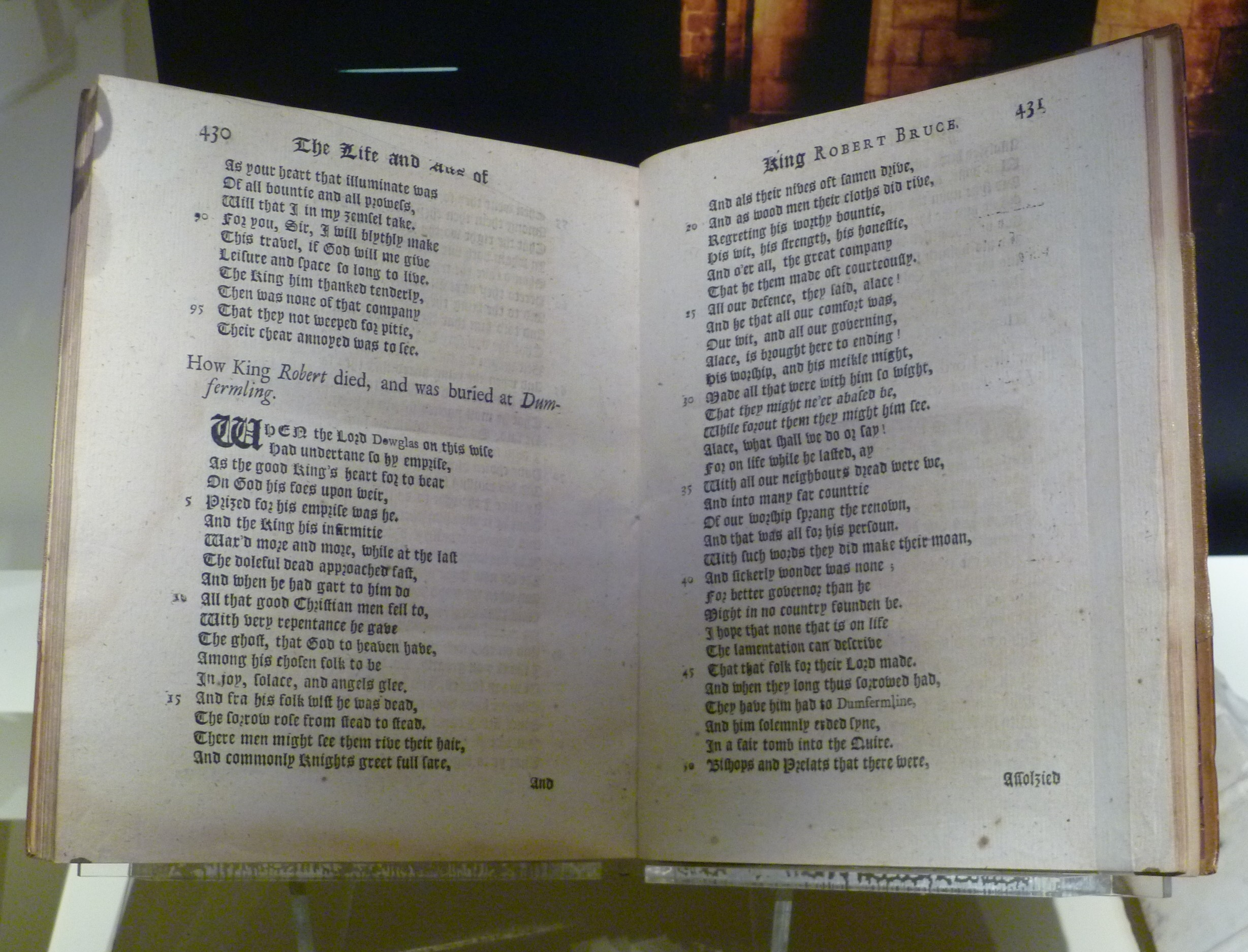
Uma 18.ª edição do The Brus no Museu Nacional da Escócia

The Brus, a principal obra sobrevivente de Barbour, é um longo poema narrativo escrito enquanto ele era membro da casa do rei na década de 1370. Seu assunto é o sucesso final do processo da Primeira Guerra de Independência da Escócia. Seu foco principal é Roberto, o Bruce e James Douglas, mas a segunda metade do poema também apresenta ações dos antepassados de Roberto II, dos Stewarts, no conflito.
O objetivo de Barbour no poema era em parte histórico e em parte patriótico. Ele celebra O Bruce (Roberto I) e Douglas como os representantes máximos da cavalaria escocesa. O poema começa com uma descrição do ambiente político que se encontrava a Escócia após a morte de Alexandre III (1286) e termina (mais ou menos) com a morte de Douglas e o enterro do coração de Bruce (1332). Seu episódio central é a Batalha de Bannockburn.
Por mais patriótico que seja o sentimento, isso é expresso em termos mais gerais do que os encontrados na literatura escocesa posterior. No poema, o personagem de Roberto I é um herói do tipo cavalheiresco comum no romance contemporâneo, Livre-arbítrio é uma "coisa nobre" a ser buscada e conquistada a todo custo, e os oponentes dessa liberdade são mostrados nas cores escuras que a história e a propriedade poética exige, mas não há complacência do hábito meramente provincial de pensar.

### Stewartis Oryginalle
Um dos trabalhos perdidos conhecidos de Barbour é The Stewartis Oryginalle, que é descrito como tendo traçado a genealogia dos Stewarts. O nome Stewart substituiu o de Bruce na linhagem escocesa quando Roberto II assumiu o trono após a morte de David II, seu tio.
Roberto II foi o patrono real de Barbour. Não se sabe como o trabalho se perdeu.

### The Buik of Alexander
Tentativas foram feitas para nomear Barbour como o autor do The Buik of Alexander, uma tradução ânglica escocesa do Roman d'Alexandre e outras peças associadas. Esta tradução empresta muito do The Brus. Ela sobreviveu e é conhecida pela edição exclusiva impressa em Edimburgo, c. 1580, de Alexander Arbuthnot.

### Lendas dos Santos
Outro possível trabalho foi adicionado ao cânone de Barbour com a descoberta na biblioteca da Universidade de Cambridge, por Henry Bradshaw, de um longo poema ânglico escocês de mais de 33 000 linhas, tratando das Lendas dos Santos, como contado na Legenda Aurea e em outros lendários. A semelhança geral desse poema com a obra aceita de Barbour em versos, dialetos e estilos, e os fatos de que a vida dos santos ingleses são excluídas e as de Santo Machar (o santo padroeiro de Aberdeen) e Santo Niniano, estão inseridas, torne essa atribuição plausível. As críticas posteriores, embora divididas, tenderam na direção contrária e basearam seu julgamento negativo mais forte na consideração de rimas, assonâncias e vocabulário.

## Legado
Como "pai" da poesia ânglica escocesa, Barbour ocupa um lugar na tradição literária da Escócia semelhante à posição frequentemente atribuída a Geoffrey Chaucer, seu contemporâneo um pouco mais tardio, em relação à tradição vernacular da Inglaterra. Se ele realmente for o autor dos cinco ou seis longos trabalhos em ânglico escocês que diferentes testemunhas lhe atribuem, ele foi um dos escritores mais importantes dos primeiros escoceses, se não o mais importante de todos os poetas escoceses. Mas sua autoria apenas de The Brus, tanto por seu emprego original no gênero cavalheiresco quanto em uma história de luta contra a tirania, assegura seu lugar como uma voz literária importante e inovadora que abriu novos caminhos linguísticos.